# Between the Times and the Tides
Between the Times and the Tides je studiové album amerického kytaristy a zpěváka Lee Ranalda. Vydalo jej v březnu roku 2012 nezávislé hudební vydavatelství Matador Records. Nahráno bylo od ledna do července 2011 ve studiu Echo Canyon West ve městě Hoboken v americkém státě New Jersey a vedle Ranalda se na jeho produkci podílel John Agnello. Dále se na albu podíleli například Nels Cline, John Medeski či Steve Shelley, který s Ranaldem v minulosti hrál ve skupině Sonic Youth.

## Seznam skladeb
Autorem všech skladeb je Lee Ranaldo.
| Pořadí | Název                | Délka |
| ------ | -------------------- | ----- |
| 1.     | Waiting on a Dream   | 6:14  |
| 2.     | Off the Wall         | 3:04  |
| 3.     | Xtina as I Knew Her  | 7:04  |
| 4.     | Angles               | 3:17  |
| 5.     | Hammer Blows         | 4:04  |
| 6.     | Fire Island (Phases) | 6:07  |
| 7.     | Lost (Planet Nice)   | 3:59  |
| 8.     | Shouts               | 4:54  |
| 9.     | Stranded             | 4:20  |
| 10.    | Tomorrow Never Comes | 4:30  |

## Obsazení
- Lee Ranaldo – zpěv, kytara
- Alan Licht – kytara, marimba
- Nels Cline – kytara, lap steel kytara
- Irwin Menken – baskytara
- Steve Shelley – bicí
- John Medeski – klavír, varhany
- Bob Bert – konga
- Kathy Leisen – doprovodné vokály
- Leah Singer – doprovodné vokály